# Egidius Schmalzriedt
Egidius Schmalzriedt (* 30. März 1935 in Leonberg; † 30. Juli 2003 in Tübingen) war ein deutscher Klassischer Philologe und Philosophiehistoriker.

## Leben
Egidius Schmalzriedt, der Sohn des Schuhfabrikanten Egidius Schmalzriedt (1909–1988) und der Maria Martha geb. Kauffmann (1912–2003), besuchte die Oberschule in Leonberg und das Humanistische Gymnasium in Korntal. Nachdem er das Landexamen bestanden hatte, besuchte er die Evangelisch-Theologischen Seminare in Maulbronn und Schöntal, wo er 1954 das Abitur ablegte.
Anschließend studierte Schmalzriedt an der Universität Tübingen Klassische Philologie, Philosophie und Germanistik. Sein prägender akademischer Lehrer war Walter Jens, der 1963 den ersten Lehrstuhl für Allgemeine Rhetorik erhielt. Bei ihm wurde Schmalzriedt 1965 promoviert. Die Habilitation folgte 1970, ebenfalls bei Jens, im Fachbereich Allgemeine Rhetorik. Anschließend lehrte Schmalzriedt als außerplanmäßiger Professor, ab 1975 als C3-Professor Antike Philosophie und Allgemeine Rhetorik. 1994 trat er in den Ruhestand.
Schmalzriedt beschäftigte sich mit der griechischen Philosophie und Rhetorik. In seiner Antrittsvorlesung (gedruckt 1971) setzte er sich kritisch mit dem Klassikbegriff auseinander. Er sammelte dazu einschlägige Textzeugnisse ab dem 19. Jahrhundert und bestimmte die wichtigsten Etappen des deutschen Klassik-Diskurses. Neben der akademischen Lehre war Schmalzriedt hauptsächlich als Herausgeber tätig: Er gab mehrere Bände der Reihe Kindlers Kulturgeschichte heraus (und war Gesamtherausgeber der Reihe) sowie gemeinsam mit Hans Wilhelm Haussig das Wörterbuch der Mythologie, außerdem Walter F. Ottos Monografie Mythos und Welt (1962) sowie eine autorisierte Übersetzung von Moses Hadas’ Standardwerk zur Hellenistischen Kultur (1963). Schmalzriedt gehörte zur Redaktion des Historischen Wörterbuchs der Rhetorik und verfasste mehrere Artikel über antike Autoren für Kindlers Neues Literaturlexikon. Anlässlich des hundertsten Todestages von Berthold Auerbach gab er 1982 eine Auswahl der Schwarzwälder Dorfgeschichten in Form einer reich illustrierten „Neuen Volksausgabe“ heraus. Die Ausgabe ist Walter Jens gewidmet.
Schmalzriedts Sammlung turkmenischer Teppiche wurde 2010 aus seinem Nachlass dem Museum der Universität Tübingen gestiftet.

## Schriften (Auswahl)
- Platon: Der Schriftsteller und die Wahrheit. München 1969 (Tübinger Dissertation)
- Peri physeos: Zur Frühgeschichte der Buchtitel. München 1970 (Teildruck der Habilitationsschrift)
- Inhumane Klassik: Vorlesung wider ein Bildungsklischee. Mit den wichtigsten Dokumenten zur Tradition eines fragwürdigen Begriffs. München 1971 (Antrittsvorlesung)

Herausgeberschaft
- Walter F. Otto: Mythos und Welt. Herausgegeben von Kurt von Fritz. Textrevision und Bearbeitung des Anhangs von Schmalzriedt. Stuttgart 1962
- Moses Hadas: Hellenistische Kultur. Werden und Wirkung. Stuttgart 1963
- mit Hans Wilhelm Haussig: Wörterbuch der Mythologie. Klett-Cotta, Stuttgart 1965 ff.
- Hauptwerke der antiken Literaturen: Einzeldarstellungen und Interpretationen zur griechischen, lateinischen und biblisch-patristischen Literatur. München 1976
- Auerbach, Berthold: Schwarzwälder Dorfgeschichten. Neue Volksausgabe. Herausgegeben und mit einem Nachwort versehen von Egidius Schmalzriedt. Staufen Verlagsbuchhandel GmbH. Stuttgart 1982.